# Mart Helme
Mart Helme (né le 31 octobre 1949 à Pärnu) est un historien et un homme politique estonien. Il est député, président du Parti populaire conservateur d'Estonie (EKRE) de 2013 à 2020 et ministre de l'Intérieur de 2019 à 2020.
Il a travaillé comme journaliste, éditeur et diplomate. Il a également été agriculteur et chanteur.

## Biographie

### Jeunesse et formation
Son père, horloger, a combattu avec la Légion estonienne. Il a déclaré être devenu patriote estonien en écoutant son père raconter ses combats sur le front de l'Est malgré son éducation dans le système scolaire de l'Union soviétique.
Après avoir obtenu son diplôme d'études secondaires à Pärnu en 1968, il étudie l'histoire à l'université de Tartu et en sort diplômé en 1973. Il développe un intérêt particulier pour l'Orient et sa culture.

### Carrière
Mart Helme travaille pour la maison d'édition Eesti Raamat, dans l'édition de livre sur le marxisme-léninisme, puis devient correspondant pour le journal Harju Elu (en). Il est éditorialiste au magazine Pioneer, journal de la branche estonienne des pionniers de 1977 à 1986. Il travaille comme agriculteur et dans l'édition de 1986 à 1992. En 1994, il entre au ministère des Affaires étrangères (Estonie).
En 1995, le président Lennart Meri le nomme ambassadeur d'Estonie à Moscou, poste qu'il occupe jusqu'en 1999. Il participe aux négociations frontalières avec la Russie. De retour en Estonie, il devient secrétaire général adjoint pour la politique et la presse du ministère des Affaires étrangères. En 2003-2004, il est conseiller au ministère estonien des Affaires rurales,.
Depuis 2001,il est chargé de cours à l'université privée d'Audentes (et).

### Vie politique
En 1999, Mart Helme fonde le Club conservateur. Il tente de rejoindre en 2002 l'Assemblée des agriculteurs pour fusionner les deux partis sous le nom de Parti conservateur national - Conseil des agriculteurs (et) et en prend la présidence. Le rapprochement entre les deux partis est stoppée alors qu'il tente de se joindre au Parti de l'indépendance estonienne pour les élections législatives de 2003.
En 2002, il quitte le parti Res Publica, l'accusant de fraude et de bureaucratie. Le parti lui reproche son extrémisme politique.
Entre 2003, il adhère à l'Union populaire estonienne. Il est limogé du parti en 2004 pour avoir porté atteinte à sa réputation. Il est conseiller du député européen Tunne Kelam de 2005 à 2009.
Il participe à la fondation du Mouvement patriotique estonien (et) en 2006 et en prend la direction en 2008. En 2012, Mart Helme rejoint avec le Mouvement patriotique estonien, le nouveau Parti populaire conservateur d'Estonie (Eesti Konservatiivne Rahvaerakond, EKRE). Un an plus tard, il est élu président.
Devenu ministre de l'intérieur le 30 avril 2019, il effectue le signe des suprémacistes blancs américains en arrivant devant le Riigikogu.
À la suite de ses déclarations polémiques au sujet de la nouvelle Première ministre finlandaise, Sanna Marin, il fait l'objet le 17 décembre 2019 d'un vote de renvoi au Parlement, mais celui-ci échoue faute de pouvoir atteindre la majorité requise et Helme conserve son poste.
Le 9 novembre 2020, il remet sa démission après avoir tenu des propos controversés à l'égard des personnes homosexuelles et avoir qualifié Joe Biden de « corrompu ».

### Mandats législatifs
Mart Helme est candidat plusieurs fois aux élections législatives avant d'être élu. En 2003, il n'obtient que 493 voix. Aux élections législatives de 2011, il recueille 2 467 voix et n'est pas élu.
Lors des élections législatives de 2015, il entre au parlement estonien, le Riigikogu, avec 6 714 voix, élu sur comme candidat du Parti populaire conservateur estonien,
Lors des élections législatives de 2019, il est réélu avec 9 170 voix.

### Autres candidatures
Lors des élections municipales de 2013, Mart Helme a présenté sa candidature à Tallinn, sur la liste du parti populaire conservateur estonien. Il a recueilli 1 027 voix.
Candidat pour l'EKRE aux élections européennes de 2014, il a totalisé 2 830 voix.
Mart Helme s'est présenté à l'élection présidentielle de 2016 et a obtenu 16 voix au premier tour, insuffisamment pour participer au second tour.

### Vie privée
Il a trois enfants dont le politicien et journaliste Martin Helme.
Il possède le manoir du village de Suure-Lähtru.

## Positions
Il a déclaré que « les politiciens estoniens devraient admettre honnêtement que notre choix est entre rester avec ceux qui créent les États-Unis d’Europe et ceux qui souhaitent une Europe des États-nations. Le Parti populaire conservateur ne voit aucune place pour l'Estonie aux États-Unis d'Europe ».
Il moque en décembre 2019 les origines modestes de la nouvelle chef du gouvernement finlandais, Sanna Marin : « On voit désormais une vendeuse de grande surface devenir première ministre ainsi que d’autres activistes de rue et autres personnes sans éducation rejoindre le gouvernement ».
Dans un entretien donné en 2020 au Deutsche Welle, il se dit « pas très amical » envers les personnes homosexuelles et les appelle à « fuir vers la Suède ». Il fait campagne pour que l'interdiction du mariage homosexuel soit inscrit dans la Constitution de l'Estonie.

## Musique et écriture
Il joue dans plusieurs groupes de musique en tant que bassiste : Viking, Fix (groupe de musique) (et), dont il est l'un des fondateurs et dont il est également le chanteur de 1968 à 1972,.
Il continue la musique jusqu'en 1986 avec les groupes Hallo, Vitamiin (et) et Hübriid (et).
Mart Helme a publié un recueil de poème et plusieurs livres pour enfants. Depuis 2009, il devient directeur de la maison d'édition Kunst.